# Алхасты
Алхасты (ингуш. Алхасте) — село в Сунженском районе Республики Ингушетия.
Образует сельское поселение Алхасты.

## География
Село расположено на левом берегу реки Асса, в 14 км к юго-западу от районного центра города Сунжа и в 24 км к востоку от города Магас (расстояния по дорогам). Западнее села возвышается Лесистый хребет, в горах протекает река Конч. К юго-западу, на склонах гор, находятся урочища Верхний и Нижний Матхалдук. Ещё южнее расположено устье речки Ерусалимки, впадающей в Ассу.
На противоположном берегу Ассы, юго-восточнее селения, начинается Амитинский хребет (гора Чуб, 1098,9 м). У северного склона горы Чуб расположено урочище Беляева Поляна, где берёт своё начало река Мокрая, текущая на север и впадающая в Ассу в районе станицы Нестеровской. Северо-восточнее села, также на левом берегу Ассы, находится устье канала Асса—Сунжа.
Ближайшие населённые пункты: на юге — село Галашки, на западе — село Сурхахи и на северо-востоке — станица Нестеровская.

## История
В XIX веке карабулакское селение Алхаст-хи (Алхаст-тхи, также называлось Джантемир-Юрт), в честь которого было названо современное село Алхасты, располагалось в среднем течении небольшой речки Алхаст-тхи, являвшейся левым притоком Ассы, к юго-западу от поста Нестеровского (ныне — станица Нестеровская). По данным 1859 года в селении насчитывалось 179 дворов и 772 жителя (367 мужчин и 405 женщин).
В 1861 году в Ассинском ущелье, недалеко от аула Мужичи, была основана казачья станица Фельдмаршальская, однако из-за чрезмерно суровой местности и высокой смертности населения от болезней в 1864 году было принято решение перенести станицу ближе к плоскости, к самому выходу из Ассинского ущелья — приблизительно туда, где село Алхасты находится сейчас. Из прежнего поселения на новое место перешло не более 50 семей. Тогда же и по тем же причинам была упразднена станица Промежуточная, основанная южнее по ущелью, по дороге к станице Галашевской. Бывшие жители Промежуточной пополнили население Фельдмаршальской на новом месте. В 1865 году в Фельдмаршальскую было переселено 25 семей из упразднённой станицы Даттыховской. Впоследствии в станицу переселялись приезжие из русских губерний, донские казаки, отставные солдаты и крестьяне, приписанные к казачеству.
Станица Фельдмаршальская была основана в составе Сунженской кордонной линии (одной из последних) и входила в состав 2-го Владикавказского полка Кавказского линейного казачьего войска, который, будучи одним из трёх полков Сунженской линии, объединял казачьи станицы в верхнем течении Ассы, Сунжи и Камбилеевки. В административном отношении станица находилась в составе Ингушского округа Терской области. По состоянию на 1874 год в станице было 165 домов, 790 жителей (425 мужского пола и 365 женского пола), православная церковь.
В ноябре 1917 года станица Фельдмаршальская подверглась нападению ингушей и была разрушена. Нападению на станицу предшествовал ряд столкновений горцев с вооруженными отрядами казаков, сформированными под предлогом борьбы с бандитизмом. Это нападение стало фактически первым в череде событий, приведших по итогам Гражданской войны к выселению казаков из целого ряда станиц региона и уничтожению бывшей Сунженской линии (за исключением нескольких станиц в среднем течении Сунжи и Ассы, также в районе Моздока и в нижнем течении Сунжи, в районе Грозного и восточнее). На момент разорения станицы, по некоторым данным, она насчитывала 238 хозяйств.
После установления на Тереке советской власти в марте 1918 года во Владикавказе прошёл Съезд Советов Терской области, который закрепил факт захвата станицы ингушским населением — было принято решение выселить казачьи станицы Воронцово-Дашковскую, Сунженскую, Тарскую и Фельдмаршальскую. Сами населённые пункты и принадлежащие им земли передавались ингушской бедноте. Начало активных боевых действий в ходе Гражданской войны вовсе сделало возвращение казаков в бывшую станицу невозможным. В ноябре-декабре 1918 года жители Фельдмаршальской обратились с просьбой к V Съезду народов Терека:

«…переселить станицу, укоренить её где-либо навсегда, так как мы… не имеем своего убежища. Со дня погрома станицы Фельдмаршальской мы терпим нужду в одежде, белье, обуви и жилом помещении, помещаемся по квартирам по станицам: Нестеровской, Ассиновской, Троицкой, Ольгинской, Михайловской и других местах… Были захвачены у нас с землей посевы…»

После окончательного установления советской власти на Северном Кавказе в 1920 году был учреждён отдельный исполнительный комитет, который в 1920—1921 годах занимался делами казачьих станиц по Тереку и Сунже (Барятинская, Ильинская, Петропавловская, Щедринская, Давыденко и другие хутора, Ермоловская, Романовская, Самашкинская, Слепцовская, Ассиновская, Троицкая, Нестеровская, Карабулакская и Фельдмаршальская). При этом бывшие жители Фельдмаршальской фактически не проживали в своей станице и не имели возможности пользоваться землёй.
В 1922 году по просьбе С. Н. Коригова, делегата горского съезда, было разрешено восстановить старое село Алхасты. Восстановить село решили на новом месте, приблизив его к лесистому предгорью на два километра от старого месторасположения станицы. В том же году появились первые землянки С. Н. Коригова и Х.-Х. Фаргиева.
Селение Алхасты находилось сначала в составе Ингушского национального округа ГАССР, затем в составе Ингушской АО, Чечено-Ингушской АО, ЧИАССР. По данным переписи 1926 года в селе проживали исключительно ингуши.
В 1944 году после депортации чеченцев и ингушей и упразднения Чечено-Ингушской АССР селение Алхасты было переименовано в Краснооктябрьское (Красно-Октябрьское; ингуш. Краснооктябрьски, чечен. Краснооктябрьски). После восстановления Чечено-Ингушской АССР прежнее название населённому пункту не было возвращено. Село Краснооктябрьское было переименовано в Алхаст, по-видимому, только в 1989 году. В материалах Второго съезда ингушского народа (Грозный, 9—10 сентября 1989 года) упоминается ещё старое название села — Краснооктябрьское («станица Краснооктябрьская»). Однако по данным на 1 января 1990 года в составе Сунженского района ЧИАССР уже значится село Алхаст, составляющее Алхастский сельсовет. В нём проживало по состоянию на указанную дату 1608 человек наличного населения. Впоследствии стал употребляться вариант названия Алхасты.
На сегодняшний день в селе проживают представители орстхойских фамилий — Фаргиевы, Белхороевы, Боковы, Мержоевы и другие. День села празднуется 19 июля. В мае 2000 года в районе села произошло крупное боестолкновение в ходе Второй чеченской войны.

## Население
| 1926  | 2002  | 2006  | 2007  | 2008  | 2009  | 2010  | 2011  | 2012  |
| ----- | ----- | ----- | ----- | ----- | ----- | ----- | ----- | ----- |
| 386   | ↗3651 | ↗3889 | ↗3925 | ↗3967 | ↗4026 | ↘4021 | ↗4027 | ↗4094 |
| 2013  | 2014  | 2015  | 2016  | 2017  | 2018  | 2019  | 2020  | 2021  |
| ↗4134 | ↗4324 | ↗4381 | ↗4416 | ↗4445 | ↗4486 | ↗4552 | ↗4599 | ↗4787 |
| 2023  | 2024  | 2025  |       |       |       |       |       |       |
| ↗4853 | ↗4882 | ↗4928 |       |       |       |       |       |       |

Национальный состав
По данным Всероссийских переписей населения 2002 года и 2010 года:
| Год переписи | 2002            | 2010            |
| ------------ | --------------- | --------------- |
| ингуши       | 2 816 (77,13 %) | 3 861 (96,02 %) |
| чеченцы      | 603 (16,52 %)   | 142 (3,53 %)    |
| другие       | 232 (6,35 %)    | 18 (0,45 %)     |
| всего        | 3 651 (100,0 %) | 4 021 (100,0 %) |

## Галерея

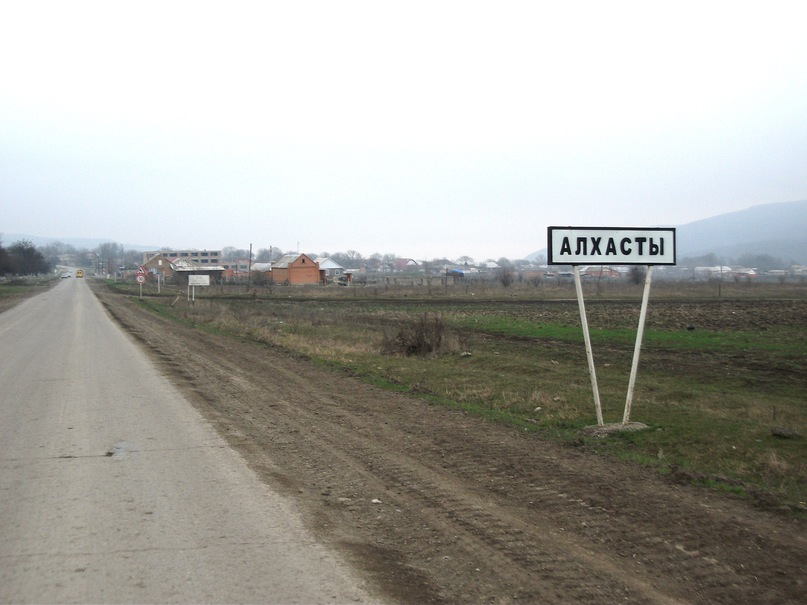
Въезд в село Алхасты
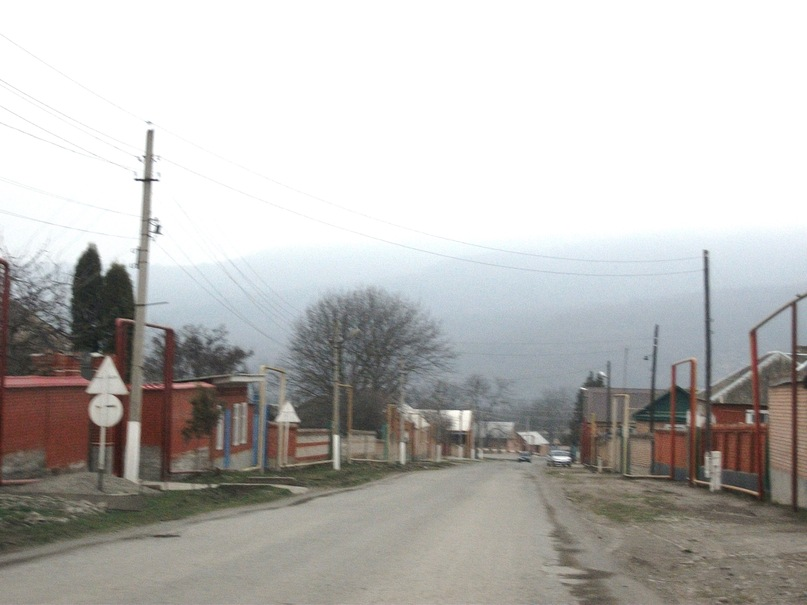
Улица Ленина в селе Алхасты
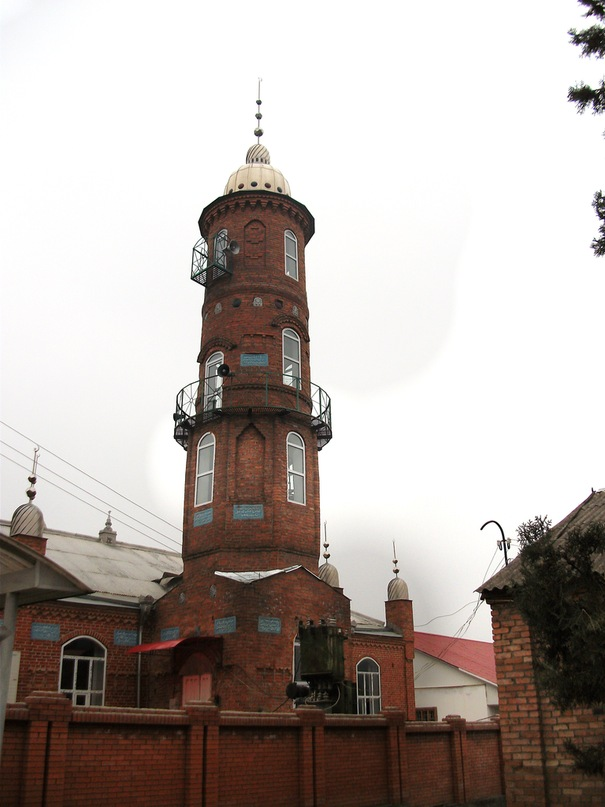
Мечеть в селе Алхасты